# Charmain Welsh
Charmain Welsh   (Easington, 17 de maig de 1937), de casada Charmain Rawlings, és una saltadora anglesa, ja retirada, que va competir durant la dècada de 1950.
El 1952 va prendre part en els Jocs Olímpics d'Estiu de Hèlsinki, on fou cinquena en la prova del trampolí de 3 metres del programa de salts. Quatre anys més tard, als Jocs de Melbourne, disputà dues proves del programa de salts. En ambdues proves, el salt de trampolí de 3 metres i el salt de palanca finalitzà més enllà de la desena posició.
En el seu palmarès destaca una medalla de plata en el salt de trampolí de 3 metres al Campionat d'Europa de natació de 1958 i dues medalles d'or als Jocs de l'Imperi Britànic i de la Comunitat de 1958.